# 布里切博爾峰

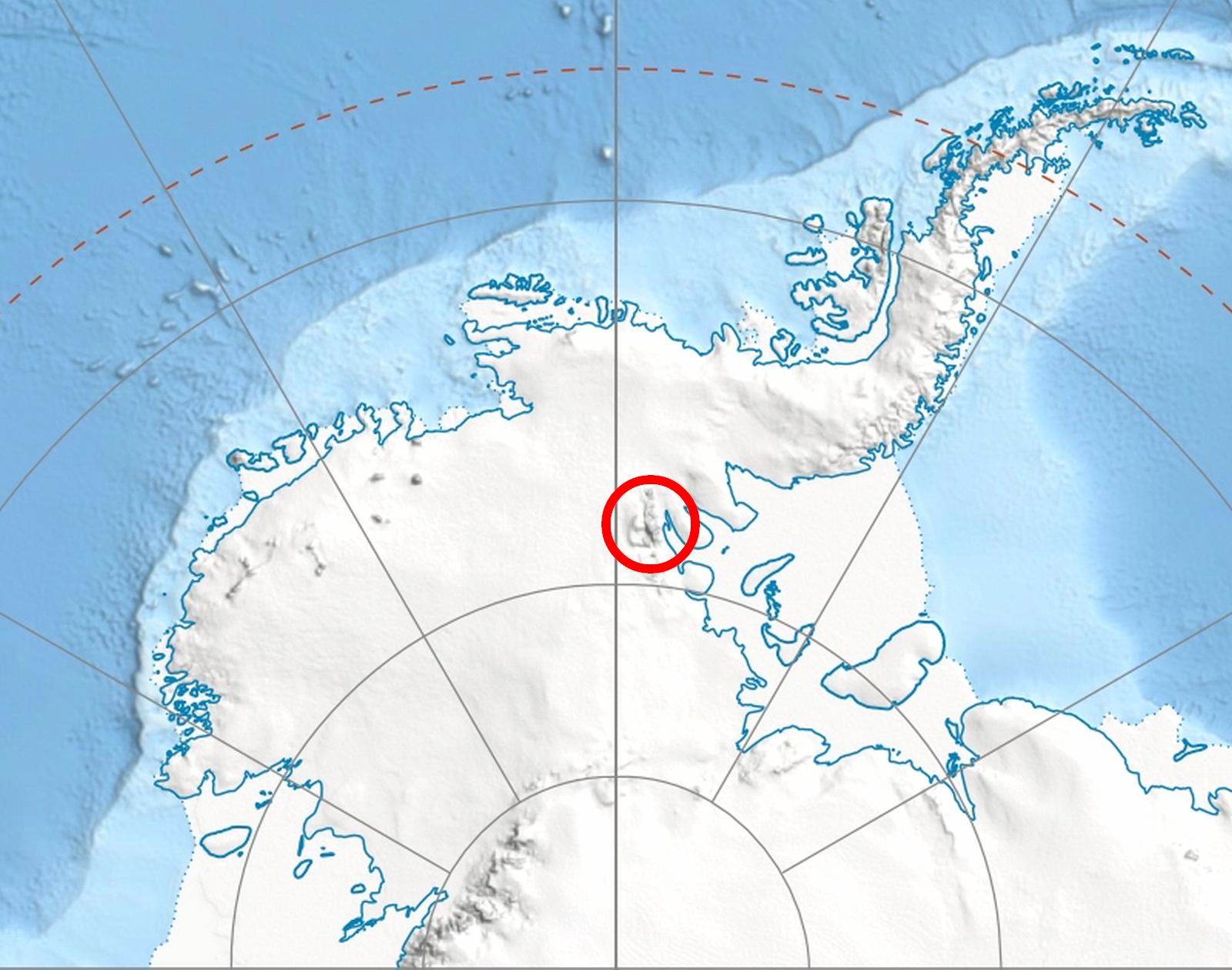

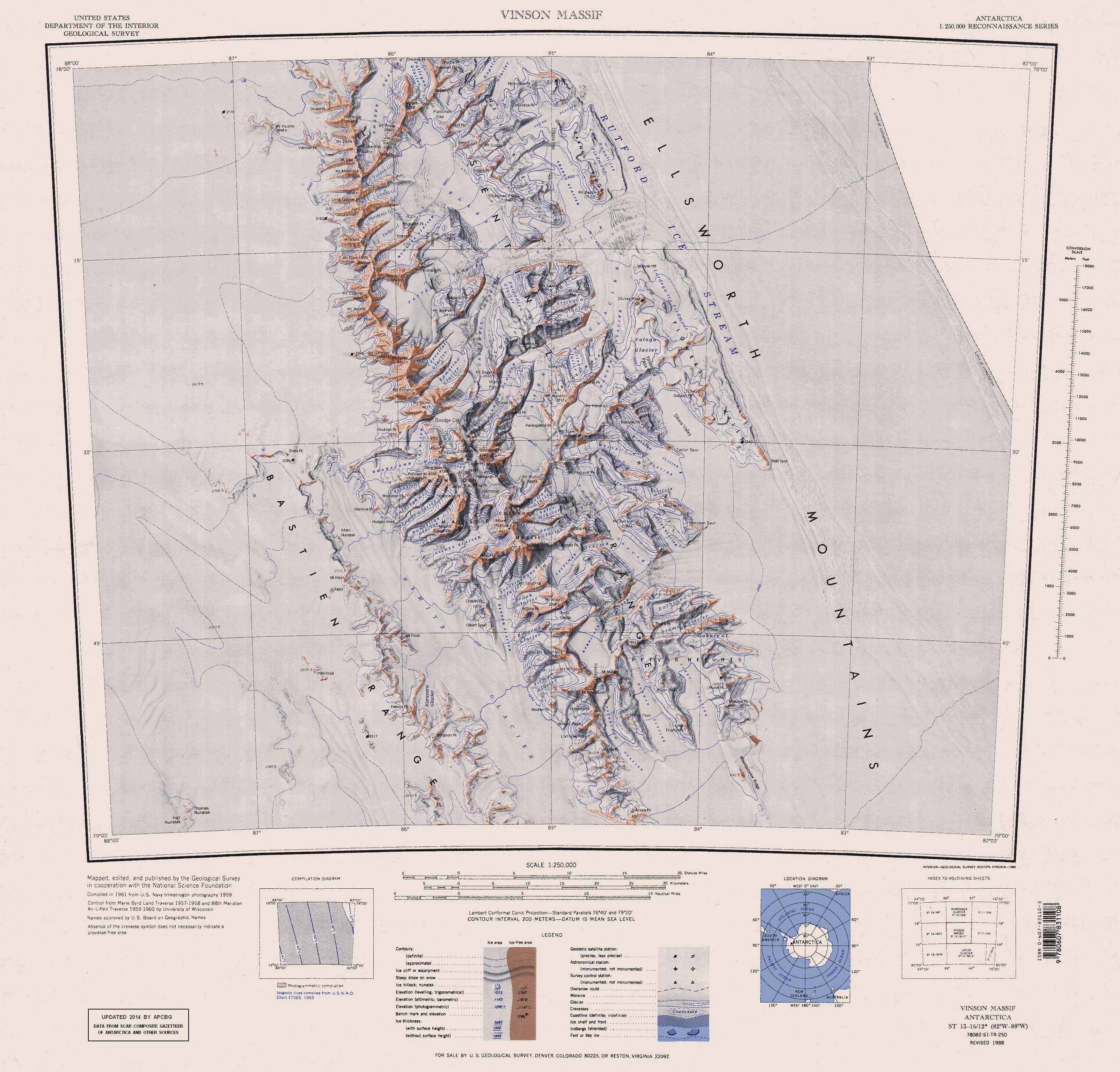

布里切博爾峰（英語：Brichebor Peak）是南極洲的山峰，座標78°34′11″S 85°54′58″W，位於埃爾斯沃思地，屬於埃爾斯沃思山脈的森蒂納爾嶺，是文森山的一部分，海拔高度2,900米（9,510英尺），以保加利亞的山峰命名。

## 外部連結
- Bulgarian Antarctic Gazetteer. （页面存档备份，存于） Antarctic Place-names Commission. (details in Bulgarian, basic data （页面存档备份，存于） in English)
- SCAR Composite Gazetteer of Antarctica（页面存档备份，存于）.

78°34′11″S 85°54′58″W / 78.56972°S 85.91611°W